# Mesonemurus paulus
Mesonemurus paulus är en insektsart som först beskrevs av Mclachlan in Fedchenko 1875.  Mesonemurus paulus ingår i släktet Mesonemurus och familjen myrlejonsländor. Inga underarter finns listade i Catalogue of Life.